# Mämmi

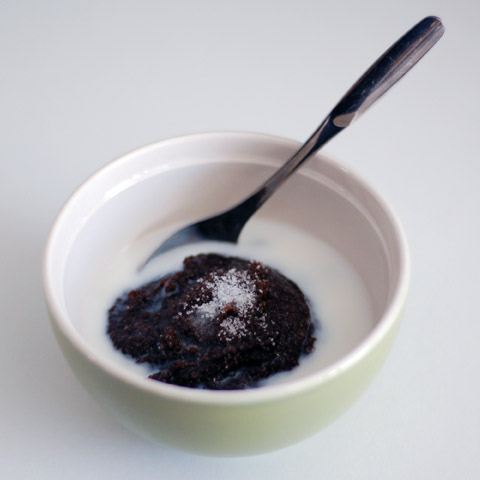
Eine Schüssel Mämmi

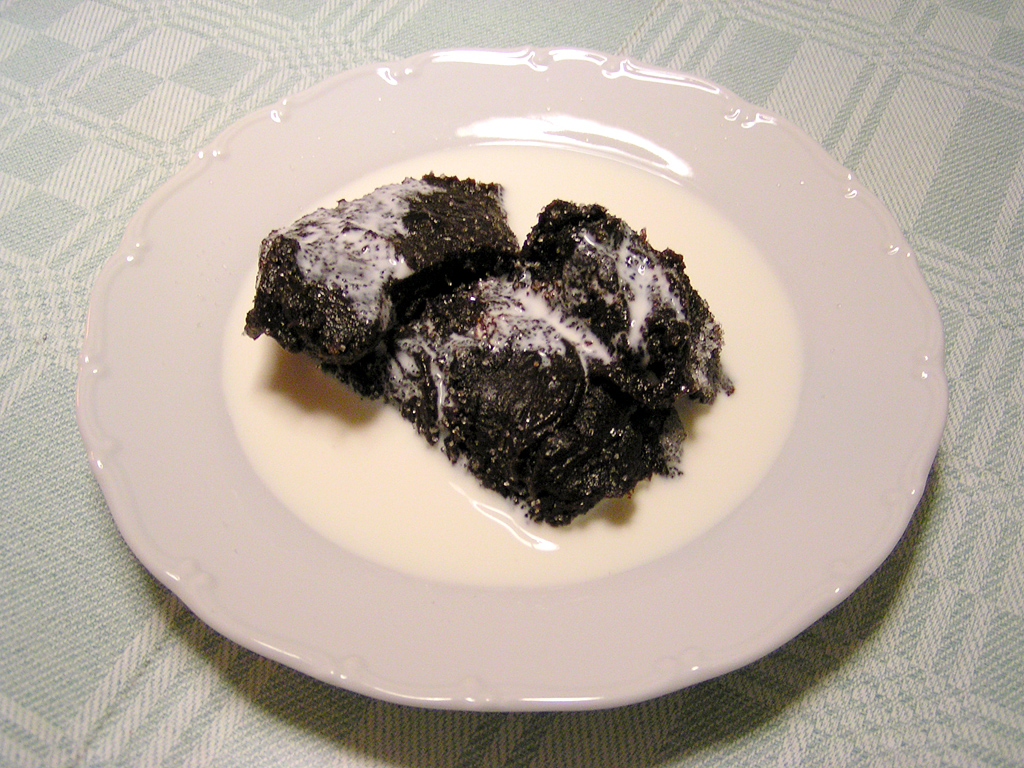
Mämmi mit Zucker und Sahne

Mämmi (schwedisch memma) ist ein gebackener Malzpudding, der in Finnland zur Fastenzeit kalt gegessen wird.

## Tradition
Traditionell isst man Mämmi am Karfreitag, da dieser Tag früher als zu heilig angesehen wurde, um warmes Essen zuzubereiten. Aus diesem Grund wurde die gesamte Fastenzeit über kalt gegessen. Ursprünglich kommt der Brauch aus dem südwestlichen Teil Finnlands; er wurde im 17. Jahrhundert erstmals urkundlich erwähnt.

## Bestandteile
Mämmi wird aus Wasser, Braumalz, Roggenmehl, Salz, Zuckersirup und Bitterorange hergestellt. Die Mischung wird in mehreren Etappen lauwarm eingeweicht, gekocht und anschließend im Ofen einige Stunden lang gebacken und muss anschließend noch einige Tage kühl stehen und ziehen.
Mit seinem Roggengeschmack ähnelt Mämmi dem Guinness-Bier. Viele Finnen essen Mämmi als Traditionsgericht mit Sahne, Zucker oder Vanilleeis, um den deutlichen Roggengeschmack abzurunden.

## Verkauf
Pro Jahr werden in Finnland etwa zwei Millionen Kilogramm Mämmi verkauft, der größte Teil von der Marke Kymppi. Rund ein Fünftel wird außerhalb der Osterzeit verkauft. Die größte Fabrik für Mämmi befindet sich in Toijala im Westen Finnlands. Auf die Produktion dieses Breis ist man in der Stadt so stolz, dass man im Jahr 2005 in Toijala die Weltmeisterschaft im Mämmi-Wettessen veranstaltete. Außerdem existiert eine finnische Mämmigesellschaft (Suomen Mämmiseura), die Rezepte rund um Mämmi sammelt.

## Sonstiges
Oft erzählen Finnen die Anekdote, wie die Amerikaner auf Mämmi aufmerksam wurden. Dies soll am Ende des Zweiten Weltkriegs gewesen sein, als Präsident Harry S. Truman um die Osterzeit eine Delegation nach Finnland entsandte, um die Lage zu erkunden. Die Delegation soll geglaubt haben, dass die Menschen in Finnland schon ihre eigenen Exkremente essen müssen. Daraufhin sollen sofort Lebensmittellieferungen zur Hilfe nach Finnland angelaufen sein.
Traditionell wurde Mämmi in kleinen Schachteln aus Birkenrinde aufbewahrt, transportiert und serviert; heute ist nur noch ein Birkenrindenmuster auf dem Verpackungskarton aufgedruckt.

## Zitate
„Er schmeckt süß und bitter zugleich. Er klebt am Gaumen, ich war die Einzige von uns, die Mämmi gerne mochte. Gegessen aber haben ihn alle, er gehört zu Ostern.“